# イアン・ギラン
イアン・ギラン（Ian Gillan、1945年8月19日 - ）は、イングランド出身のロック・シンガー、コンポーザーである。身長185cm。
ハードロックバンドの「ディープ・パープル」のメンバーとして知られる。2016年、同バンド名義でロックの殿堂入り。

## 来歴

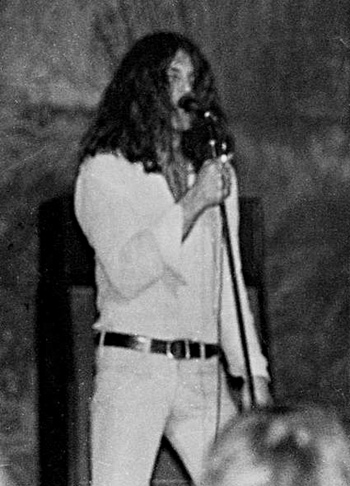
ディープ・パープル時代 (1972年)

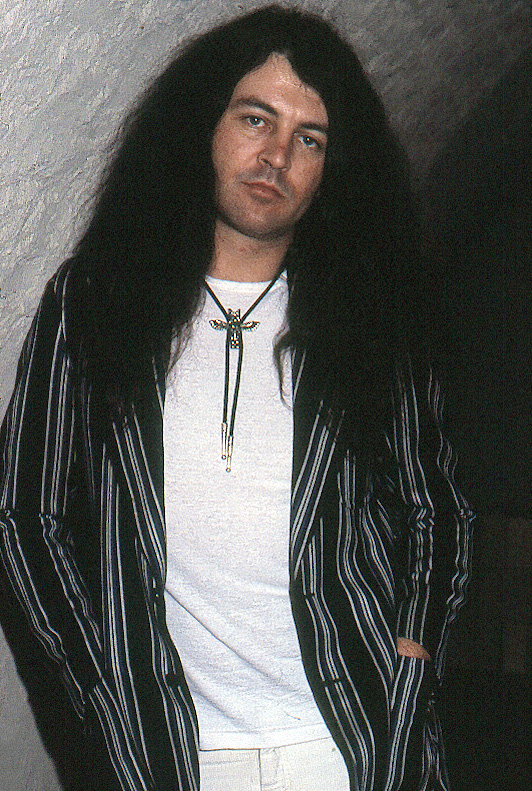
ギラン時代 (1983年)

### 生い立ち
ロンドンのハウンズローにてスコットランド系の家庭に産まれる。
少年時代にエルヴィス・プレスリーに憧れたのがきっかけで1962年にガース・ロケット・アンド・ザ・ムーンシャイナーズというアマチュア・バンドを結成し音楽活動を始めた。当初ヴォーカルとドラムを兼任していたが、程なくしてヴォーカル専任になった。

### 黎明期
セミ・プロフェッショナル・バンドのザ・ジャヴェリンズ（The Javelins）、ウェインライツ・ジェントルメン（Wainwright's Gentlemen）を経て、1965年5月にエピソード・シックスに参加。

### ディープ・パープル
1969年7月、エピソード・シックスの同僚のロジャー・グローヴァーと共に第2期ディープ・パープルに加入して、ヴォーカルとパーカッションを担当。ブルースをベースにしながら金切り声を立てる独特のヴォーカル・スタイルを披露、後続のハードロック、ヘビーメタル系・シンガーに大きな影響を与えた。
第2期ディープ・パープルはスタジオ・アルバム『イン・ロック』、『ファイアーボール』、『マシン・ヘッド』、『紫の肖像』、1972年の初来日公演を収録した『ライヴ・イン・ジャパン』を残した。
ギランはツアーに明け暮れる日々の中で、ギタリストのリッチー・ブラックモアとの対立を徐々に深めていった。1972年12月9日、彼はマネージメントに手紙を送って、1973年6月30日に脱退する意思を表明。その言葉の通り、2度目の日本公演の最終日に当たる6月29日の大阪公演を終えて、翌日に脱退した。

#### ジーザス・クライスト・スーパースター
ディープ・パープル在籍中の1970年、イエス・キリストの最後の7日間を描いたミュージカル『ジーザス・クライスト・スーパースター』のオリジナル・キャストのアルバム『ジーザス・クライスト・スーパースター』の録音に参加し、主人公イエス・キリストの役を務めた。この2枚組LPは1971年のビルボード年間アルバム部門で1位となる大ヒットとなり、ニューヨーク・ブロードウェイでの舞台化と1973年の映画化に繋がった。

### イアン・ギラン・バンドとギラン
ディープ・パープルを脱退し、音楽業界から退いてモーター・サイクルとホテルの多角経営に従事した。1975年10月16日、グローヴァー主催の『バタフライ・ボール』のコンサートで音楽業界への復帰を果たす。
1976年、イアン・ギラン・バンドを結成して音楽活動を再開、即興的な音楽からの影響を導入して、ディープ・パープルとは趣の異なるジャズ・ロック・スタイルの楽曲を披露。日本では人気を博すものの、イギリスにおいては折からのパンク・ムーヴメントもあってオールド・スクールの音楽と見なされてしまい評価されなかった。
1978年にイアン・ギラン・バンドを解散。新たな編成によるギランを結成する。

### ブラック・サバス
1983年、突如ブラック・サバスに加入してアルバム『悪魔の落とし子』を制作。プロモーション・ツアーを行いアンコールに「スモーク・オン・ザ・ウォーター」を歌ったが、ファンやプレスから「パープル・サバス」と揶揄される事態に陥り、正当な評価は殆ど得られなかった。
1984年4月、第2期のメンバーによるディープ・パープルの再結成に参加する為に、ブラック・サバスを脱退した。

### ディープ・パープル
ギランはアルバム『パーフェクト・ストレンジャーズ』（1984年）、『ハウス・オブ・ブルー・ライト』（1987年）の制作に参加。しかし再びブラックモアと対立し、1989年に解雇された。
1992年、アルバム『紫の聖戦』の制作中に復帰してレコーディングを完成させるが、ブラックモアを満足させるだけのヴォーカル・パフォーマンスを提供できなかった。しかしアルバムは1993年7月に見切り発車リリースされ、同年9月下旬から結成25周年記念ツアーが始まった。ギランの復帰にあくまでも反対していたブラックモアはヨーロッパ・ツアー前半、11月下旬のヘルシンキ公演終了後に突然脱退。残されたメンバーは急遽代役にジョー・サトリアーニを迎えて2週間後の日本公演を乗り切り、1994年にブラックモアの正式な後任にスティーヴ・モーズを迎えて活動を継続した。
ギランは現在も、バンドの中心メンバーとして活動中。

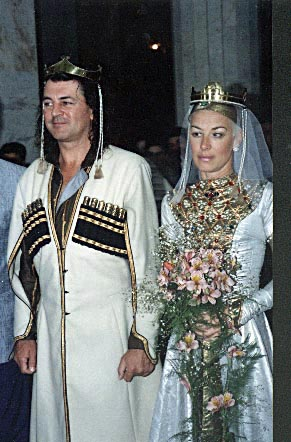
グルジアで妻ブロンと結婚式 (1990年)

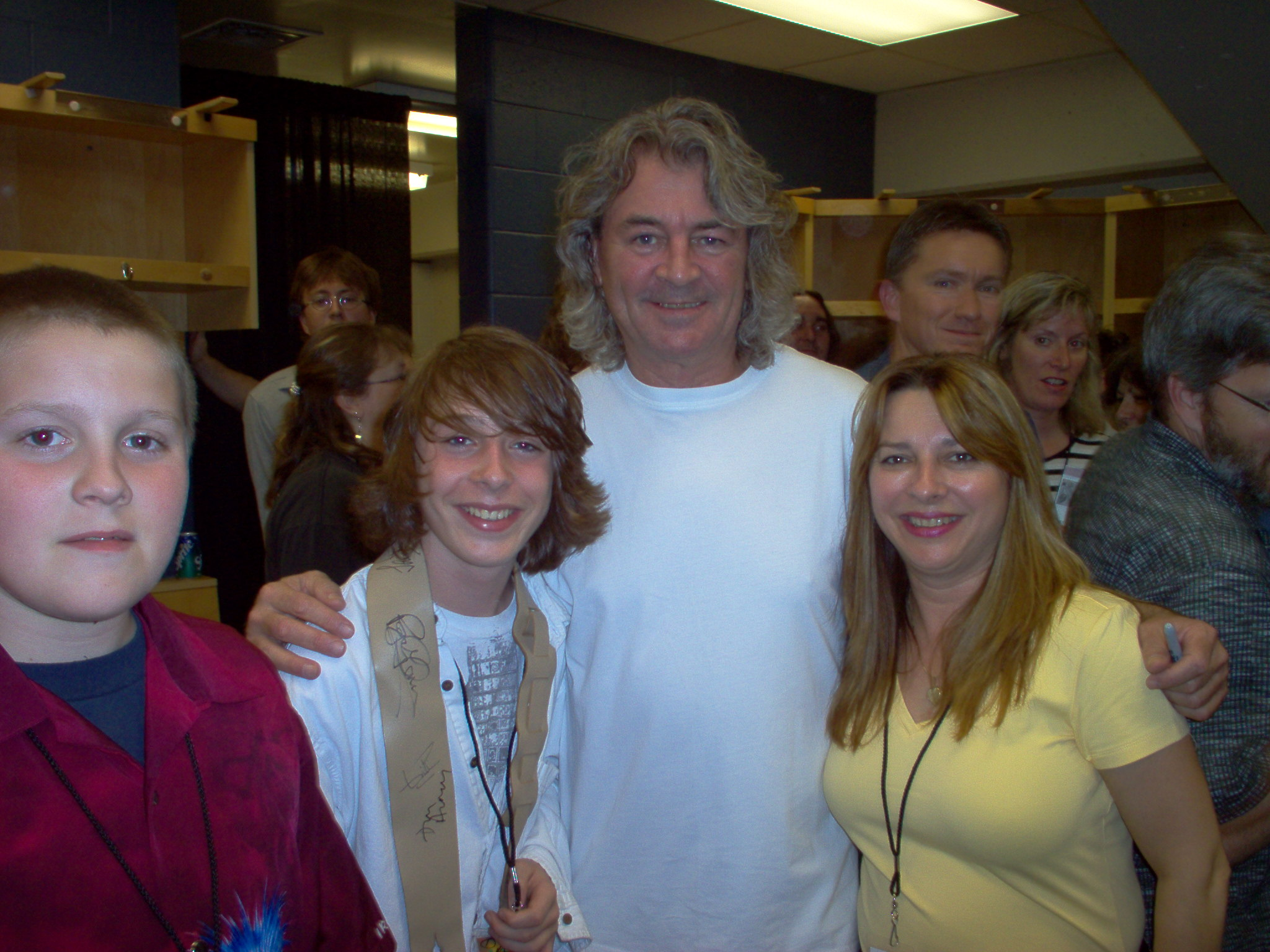
ファンとのショット (2005年)

#### 2000年代のソロ活動
2006年には、歌手生活40周年を記念したセルフ・カヴァー・アルバム『ギランズ・イン』をリリース。また、同年発売のXbox 360用ソフト『ブルードラゴン』の挿入歌「Eternity」の歌手として参加し（「植松伸夫 with イアン・ギラン」名義）、同作のボス戦BGMとして使用されている。

#### WhoCares
2011年、ブラック・サバスのトニー・アイオミとともに、1988年に起こったアルメニア大地震の被害を受けた音楽学校の再建を目的としたチャリティ・プロジェクト「WhoCares」を結成。ディープ・パープルの同僚だったジョン・ロード、リンデ（HIM）、ニコ・マクブレイン（アイアン・メイデン）、ジェイソン・ニューステッド（元メタリカ）らが参加。シングル「Out of My Mind / Holy Water」を発表。

## その他
- 一番好きなボーカリストとして第1期ディープ・パープルのロッド・エヴァンスを挙げている[要出典]。
- ブラックモアとは犬猿の仲だが、1978年12月、彼にロニー・ジェイムス・ディオが脱退したレインボーに加入してくれと頼まれた[10][注釈 4]。
- エピソード・シックス時代、最初の結婚と離婚を経験。
- 妻ブロン[注釈 5]との間に娘グレース[11]がいる。
- 妹のポーリーン・ギラン（Pauline Gillan）もミュージシャン[12]。ポーリーン・ギラン・バンド名義のアルバム『Hearts Of Fire』（1985年）[13]を残した。

## ディスコグラフィ

### ソロ・アルバム
- 『アクシデンタリー・オン・パーパス』 - Accidentally on Purpose (1988年) ※ギラン＝グローヴァー名義
- 『ネイキッド・サンダー』 - Naked Thunder (1990年)
- 『トゥールボックス』 - Toolbox (1991年)
- 『ドリームキャッチャー』 - Dreamcatcher (1997年)
- 『ギランズ・イン』 - Gillan's Inn (2006年)
- Live in Anaheim 2006 (2008年) ※ライブ
- One Eye to Morocco (2009年)

### Various Artists, Andrew Lloyd Webber & Tim Rice
- 『ジーザス・クライスト・スーパースター（英語版）』 - Jesus Christ Superstar (1970年)

### ディープ・パープル

#### スタジオ・アルバム
- 『ディープ・パープル・イン・ロック』 - Deep Purple in Rock (1970年)
- 『ファイアボール』 - Fireball (1971年)
- 『マシン・ヘッド』 - Machine Head (1972年)
- 『紫の肖像』 - Who Do We Think We Are (1973年)
- 『パーフェクト・ストレンジャーズ』 - Perfect Strangers (1984年)
- 『ハウス・オブ・ブルー・ライト』 - The House of Blue Light (1987年)
- 『紫の聖戦』 - The Battle Rages On (1993年)
- 『紫の証』 - Purpendicular (1996年)
- 『アバンダン』 - Abandon (1998年)
- 『バナナズ』 - Bananas (2003年)
- 『ラプチャー・オブ・ザ・ディープ』 - Rapture of the Deep (2005年)
- 『ナウ・ホワット?!』 - Now What?! (2013年)
- 『インフィニット』 - Infinite (2017年)
- 『ウーッシュ!』 - Whoosh! (2020年)
- 『ターニング・トゥ・クライム』 - Turning to Crime (2021年)
- 『=1』 - =1 (2024年)

#### ライブ・アルバム
- 『ロイヤル・フィルハーモニック・オーケストラ』 - Concerto for Group and Orchestra (1969年)
- 『ライヴ・イン・ジャパン』 - Made in Japan (1972年) ※1972年日本公演を収録
- 『イン・コンサート』 - Deep Purple in Concert (1980年) ※1970年、1972年収録
- 『パワー・ハウス』 - Powerhouse (1977年) ※第2期の未収録音源、ライブ音源を収録
- 『ネブワース'85』 - In the Absence of Pink: Knebwoth '85 (1991年) ※1985年ネブワース公演を収録
- 『ノーバディーズ・パーフェクト』 - Nobody's Perfect (1988年) ※1987年と1988年の公演を収録
- 『ライヴ・紫の閃光』 - Come Hell or High Water (1994年) ※1993年収録
- 『紫神転生〜ライブ・アット・ジ・オリンピア'96』 - Live at The Olympia '96 (1997年) ※1996年収録
- 『トータル・アバンダン』 - Total Abandon: Australia '99 (1999年) ※1999年オーストラリア公演を収録
- 『ライブ・アット・ロイヤル・アルバート・ホール』 - Live at the Royal Albert Hall (2000年) ※1999年収録
- 『ライヴ・アット・モントルー2006』 - Live at Montreux 2006: They All Came Down to Montreux (2007年) ※2006年モントルー公演を収録

### イアン・ギラン・バンド
- 『チャイルド・イン・タイム』 - Child In Time (1976年)
- 『鋼鉄のロック魂』 - Clear Air Turbulence (1977年)
- 『魔性の勇者』 - Scarabus (1977年)

### ギラン
- 『ギラン』 - Gillan (1978年)
- 『ミスター・ユニバース』 - Mr. Universe (1979年)
- 『グローリー・ロード』 - Glory Road (1980年)
- 『フューチャー・ショック』 - Future Shock (1981年)
- 『ダブル・トラブル』 - Double Trouble (1981年)
- 『マジック』 - Magic (1982年)

### ブラック・サバス
- 『悪魔の落とし子』 - Born Again (1983年)

### ザ・ジャヴェリンズ
- Sole Agency and Representation (1994年)
- Ian Gillan & The Javelins (2018年)[14]

### WhoCares
(Ian Gillan, Tony Iommi & Friends)
- Ian Gillan & Tony Iommi: WhoCares (2012年)